# 1950 في المكسيك
فيما يلي قوائم الأحداث التي وقعت خلال عام 1950 في المكسيك.

## رياضة
- 28 مايو – الدوري المكسيكي الممتاز 1949-50 الفائز تيبورونيس روخوس دي فيراكروز.

## أفلام
من الأفلام التي صدرت هذه السنة في المكسيك:
- 1 يناير – ملك الحي من إخراج Gilberto Martínez Solares [الإنجليزية]‏.
- 15 يونيو – علامة الظربان من إخراج Gilberto Martínez Solares [الإنجليزية]‏.

## مواليد

### يناير
- 1 يناير – ألفونسو رومو مهندس مكسيكي.
- 1 يناير – أنطونيو لازكانو
- 1 يناير – دانييلا فرانكو رسامة مكسيكية.
- 7 يناير – خوان غابرييل مغني وكاتب أغاني مكسيكي.
- 7 يناير – خوسيه لويس فلوريس هرنانديز
- 21 يناير – ألفونسو مورينو موران سياسي مكسيكي.
- 26 يناير – ريكاردو إليزوندو إليزوندو كاتب مكسيكي.
- 26 يناير – سيرجيو غونزاليس رودريغيز صحفي مكسيكي.

### فبراير
- 1 فبراير – ألفونسو بيريز سيرانو جروفاس عالم فلك مكسيكي.
- 3 فبراير – رايموندو كارديناس سياسي مكسيكي.
- 4 فبراير – ماكس ليون لاعب كرة قاعدة مكسيكي.
- 10 فبراير – لويس دونالدو كولوسيو سياسي مكسيكي.

### مارس
- 4 مارس – أوفيليا ميدينا ممثلة مكسيكية.

### أبريل
- 2 أبريل – ماوريسيو فرنانديز غارزا سياسي مكسيكي.
- 5 أبريل – سميع ديفيد ديفيد سياسي مكسيكي.
- 16 أبريل – راؤول بالما لاعب كرة سلة مكسيكي.
- 30 أبريل – حزقيال كارلوس مونيوث ماركيز سياسي مكسيكي.

### مايو
- 1 مايو – كارلوس خيمينيز ماسياس سياسي مكسيكي.
- 6 مايو – رافاييل ماسيدو دي لا كونشا محامي مكسيكي.
- 21 مايو – إميليو سيرانو خيمينيز سياسي مكسيكي.

### يونيو
- 9 يونيو – جايمي بونيلا فالديز سياسي مكسيكي.

### يوليو
- 1 يوليو – هينر هوفمان مصور مكسيكي.
- 27 يوليو – مانويل سانشيز عالم اقتصاد مكسيكي.
- 28 يوليو – هيكتور أورتيز أورتيز سياسي مكسيكي.

### أغسطس
- 7 أغسطس – خيسوس ألبرتو كانو فيليز سياسي مكسيكي.
- 27 أغسطس – غويلرمو شيريدان كاتب مكسيكي.
- 28 أغسطس – أغوستين رودريغيز فوينتيس سياسي مكسيكي.

### سبتمبر
- 8 سبتمبر – جبريل روز مصارع هاوي مكسيكي.
- 29 سبتمبر – ميغيل كوتورير ممثل مكسيكي.
- 30 سبتمبر – لورا إسكيبيل كاتبة مكسيكية.

### أكتوبر
- 30 أكتوبر – رودولفو غوميز منافِس أوليمبي مكسيكي.
- 31 أكتوبر – ليوبولدو غونزاليس غونزاليس كهنوت مكسيكي.

### نوفمبر
- 22 نوفمبر – فيكتور ايمانويل دياز بالاسيوس سياسي مكسيكي.

### ديسمبر
- 1 ديسمبر – أرتور مارتينيز روتشا سياسي مكسيكي.
- 3 ديسمبر – جويل غيريرو خواريز سياسي مكسيكي.
- 13 ديسمبر – بلاس رامون روبيو لارا سياسي مكسيكي.
- 20 ديسمبر – أرتور ماركيز ملحن مكسيكي.
- 21 ديسمبر – غوستافو غارسيا كهنوت من الولايات المتحدة الأمريكية.
- 22 ديسمبر – ماريا أنتونييتا دي لاس نيفيس ممثلة مكسيكية.
- 24 ديسمبر – سلفادور ماركيز لاعب كرة قدم مكسيكي.
- 26 ديسمبر – ماريو مندوزا لاعب كرة قاعدة من الولايات المتحدة الأمريكية.
- 31 ديسمبر – فرنسيسكو مارتينيز مارتينيز سياسي مكسيكي.

## وفيات

### يناير
- 1 يناير – فرنسيسكو كاستيلو ناخيرا (مواليد 1886) دبلوماسي مكسيكي.
- 1 يناير – ماكسيميانو ماركيث أورثكو (مواليد 1876) عسكري مكسيكي.

### مارس
- 4 مارس – بابلو غونزاليس غارزا (مواليد 1879) عسكري مكسيكي.

### مايو
- 7 مايو – ستيف كليمنتي (مواليد 1885) ممثل مكسيكي.

### نوفمبر
- 17 نوفمبر – فيرجينيا فابريغاس (مواليد 1871) ممثلة مكسيكية.